# Círculo Superior da Saxônia

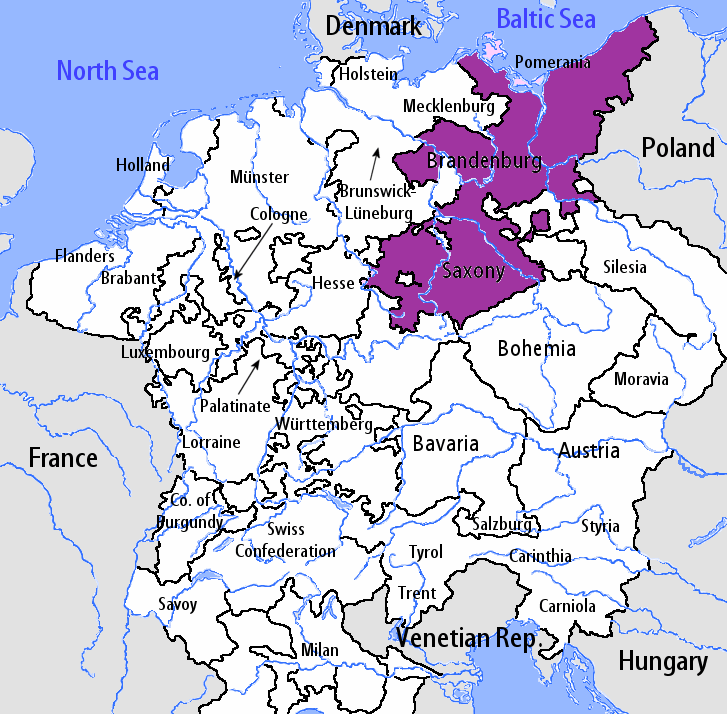
Mapa dos Círculos Imperiais a inícios do século XVI. A Circunscrição de Alta Saxônia indica-se em rosa.

O círculo superior Saxão no final do século XVI

O Círculo Superior da Saxônia (em alemão:  Obersächsischer Reichskreis) foi um Círculo Imperial do Sacro Império Romano-Germânico, criado em 1512.
O círculo era dominado pelo Eleitorado da Saxônia (o diretor do círculo) e o Eleitorado de Brandemburgo. Posteriormente também compreendeu os Ducados Ernestinos saxões e a Pomerânia. Lusácia, que passou as mãos de Saxônia pela Paz de Praga no ano 1635, nunca pertenceu ao círculo.

## Composição
O círculo estava composto dos seguintes Estados:
| Nome                      | Tipo de entidade | Comentários |
| ------------------------- | ---------------- | --- |
| Anhalt                    | Principado       | Emergiu do Ducado de Saxônia em 1212, reunido baixo a Casa de Ascania em 1570, dividido em Anhalt-Dessau, Anhalt-Bernburg, Anhalt-Köthen e Anhalt-Zerbst desde 1603  |
| Barby                     | Condado          | Imediatidade imperial em 1497, caiu em mãos do ramo Sajonia-Weissenfels da Casa eleitoral de Wettin em 1659                                                          |
| Brandemburgo              | Eleitorado       | Margraviato criado em 1157, Príncipe eleitor desde 1356 |
| Cammin                    | Bispado          | Território secular da dioceses fundada em 1140, baixo o senhorio de Pomerânia, principado desde 1545                                                                 |
| Gernrode                  | Abadia           | Abadia imperial estabelecida em 961 pelo rei Otão I, mantida pela Casa de Ascania desde 1616                                                                         |
| Hatzfeld-Gleichen         | Condado          | Criado em 1631, principado desde 1741, caiu em mãos do Maguncia em 1794                                                                                              |
| Hohnstein                 | Condado          | Território em torno de Scharzfeld e Lauterberg, linha extinta em 1593, passou as mãos de Brunswick-Grubenhagen                                                       |
| Lohra e Klettenberg       | Senhorio         | Mantido pelos Condes de Hohnstein, passou as mãos de Halberstadt em 1593, administrado por Brunswick-Wolfenbüttel                                                    |
| Mansfeld                  | Condado          | Criado em 1069 pelo rei Henrique IV, absorvido por Saxônia em 1579                                                                                                   |
| Pomerânia                 | Duchy            | Governado pela Casa de Griffins, internamente dividido entre 1532 e 1625, Pomerânia sueca desde 1637 em adiante, Pomerânia Oriental de Brandemburgo-Prússia em 1653  |
| Quedlimburgo              | Abadia           | Fundada em 936 pelo rei Otão I, ocupada por Brandemburgo-Prússia em 1698                                                                                             |
| Querfurt                  | Principado       | Antigo senhorio, pertenceu à Casa Saxã de Wettin desde 1635, mantido por Saxônia-Weissenfels desde 1656–1746                                                         |
| Reuss                     | Condado          | Criado para 1080 pelo rei Henrique IV, foi repartido em 1564 entre a Principado de Reuss-Greiz em Greiz (principado desde 1778) e a Principado de Reuss-Gera em Gera |
| Saxônia                   | Eleitorado       | Sucessora de Saxe-Wittenberg desde 1356, mantida pela Casa de Wettin desde 1423                                                                                      |
| Saxe-Weimar               | Ducado           | Ducado Ernestino de Witten criado em 1572 |
| Saxe-Altemburgo           | Ducado           | Ducado Ernestino de Wettin segregado de Saxe-Weimar em 1602, herdado por Saxe-Gotha em 1672                                                                          |
| Saxe-Gotha                | Ducado           | Ducado Ernestino de Wettin segregado de Saxe-Weimar em 1640, Saxe-Gota-Altemburgo desde 1672                                                                         |
| Saxe-Coburgo              | Ducado           | Ducado Ernestino de Wettin criado em 1572 como Saxe-Coburgo-Eisenach, Saxe-Coburgo-Saalfeld desde 1725                                                               |
| Saxe-Eisenach             | Ducado           | Ducado Ernestino de Wettin segregado de Saxe-Coburgo em 1596, união pessoal com Saxe-Weimar desde 1741                                                               |
| Schönburg                 | Condado          | Vários territórios, imediação imperial em 1182, adquirida por Saxônia em 1740                                                                                        |
| Schwarzburg               | Condado          | Unido baixo a Casa de Schwarzburg 1538-1583 |
| Schwarzburg-Rudolstadt    | Condado          | Subdivisão criada em 1599, elevada a principado em 1697 |
| Schwarzburg-Sondershausen | Condado          | Subdivisão criada em 1599 como Schwarzburg-Arnstadt, elevada a principado em 1697/1710                                                                               |
| Stolberg                  | Condado          | Stolberg-Stolberg desde 1548, baixo supremacia de Saxônia desde 1738                                                                                                 |
| Stolberg-Rossla           | Condado          | Segregado de Stolberg-Stolberg em 1706, baixo supremacia de Saxônia desde 1738                                                                                       |
| Walkenried                | Abadia           | Fundada em 1127, caiu em mãos de Brunswick-Wolfenbüttel em 1648 |
| Wernigerode               | Condado          | Mantido por Stolberg desde 1429, Stolberg-Wernigerode desde 1645, baixo supremacia prussiana desde 1714                                                              |